# Irena Degutienė
Irena Degutienė, född 1949, är en litauisk politiker. Hon var tillförordnad som Litauens premiärminister två kortare perioder under 1999. 